# Кладје (Лашко)
Кладје (словен. Kladje) је насељено место у општини Лашко, Савињска регија, Словенија.

## Историја
До територијалне реорганизације у Словенији биле су у саставу старе општине Лашко.

## Становништво
У попису становништва из 2011. године, Кладје су имале 34 становника.
| Број становника према пописима | Број становника према пописима | Број становника према пописима |
| ------------------------------ | ------------------------------ | ------------------------------ |
| 1991                           | 2002                           | 2011                           |
| 42                             | 34                             | 34                             |